# Скуби-Ду 4: Проклятье озёрного монстра
«Ску́би-Ду 4: Прокля́тье озёрного мо́нстра» (англ. Scooby-Doo! Curse of the Lake Monster) — американский телефильм 2010 года режиссёра Брайана Леванта. Четвёртый полнометражный фильм про Скуби-Ду. Телевизионная премьера состоялась 16 октября 2010 года и привлекла 5,1 миллиона зрителей.
Это прямое продолжение к фильму 2009 года Скуби-Ду 3: Тайна начинается, второй приквел в серии фильмов, актёры которого вернулись к своим ролям. Фильм получил в целом негативные отзывы и провалился в продажах.

## Сюжет
Наступают летние каникулы, Скуби-Ду и его друзья отправляются на озеро Эри, где дядя Дафны предлагает им летнюю подработку. Шэгги оказывает знаки внимания Велме. И всё бы ничего, если бы в это же время в округе не появился легендарный озёрный монстр, призванный загадочной ведьмой.

## В ролях
| Актёр           | Роль                       |
| --------------- | -------------------------- |
| Фрэнк Уэлкер    | Скуби-Ду, озвучка          |
| Ник Палатас     | Норвилл «Шэгги» Роджерс    |
| Хейли Кийоко    | Велма Динкли               |
| Робби Амелл     | Фред Джонс                 |
| Кейтлин Мелтон  | Дафна Блейк                |
| Тед МакГинли    | дядя Торнтон «Торни» Блейк |
| Ричард Молл     | Элмер Уиггинс              |
| Беверли Сандерс | ведьма Ванда Грабворт      |
| Мэрион Росс     | Хильда Тробург             |
| Нишель Николс   | сенатор                    |
| Майкл Берриман  | зомби                      |
| Люк Янгблад     | танцор                     |

## Производство
Съёмки проходили в Калифорнии. Съёмочная группа с предыдущего фильма осталась почти неизменной. Например, написанием сценария занимались братья Стивен и Даниэль Альтире, также авторы сценария «Скуби-Ду 3». К группе присоединился известный кинооператор Дин Канди, номинированный на премию «Оскар». 1 августа 2010 на канале Cartoon Network показали трейлер фильма.

## Будущее
В 2012 году должен был выйти пятый фильм в серии Скуби-ду, но из-за низких отзывов и продаж четвёртой части, все планы на пятую часть были отменены.
Спин-офф "Дафна и Велма" был выпущен 22 мая 2018 года.